# Hupla, Bhalki
Hupla là một làng thuộc tehsil Bhalki, huyện Bidar, bang Karnataka, Ấn Độ.